# Plovdiv
Plovdiv (en búlgaro, Пловдив; en griego Philippopolis, "Φιλιππούπολις"; en turco, "Filibe") es una ciudad de Bulgaria y la capital de la provincia de Plovdiv. Con una población de 346 893 habitantes en 2018 y con un área metropolitana de 675 000 habitantes, es la segunda ciudad más poblada del país, después de la capital, Sofía. Está situada en las tierras bajas de Tracia, a la orilla del río Maritsa y de las siete colinas.
Aunque existen restos arqueológicos pertenecientes al Neolítico, la ciudad fue fundada como Filipópolis por Filipo II de Macedonia, padre de Alejandro Magno, en el 342 antes de Cristo. La ciudad cambió de manos entre el Reino de Macedonia y el Reino odrisio hasta la definitiva conquista por Filipo V de Macedonia. La República romana conquistó el reino macedonio en 183 a. C. y la convirtió en la capital de la provincia Tracia, siendo un gran nudo de comunicaciones gracias a la Vía Militaris y su acceso al río Danubio, el mar Negro y el mar Egeo. En el siglo III sufrió el saqueo de los godos de Cniva y en el siglo V la destrucción de los hunos de Atila.
Fue anexionada al Primer imperio búlgaro en 863 durante el reinado del kan Boris I de Bulgaria. En 1219 se convirtió en la capital del Ducado de Filipópolis, parte del Imperio latino de los cruzados, aunque el Segundo imperio búlgaro consiguió reconquistarla en 1263, a pesar de caer en varias ocasiones en manos del Imperio bizantino. Finalmente, el creciente Imperio otomano se alzó con la victoria en 1363 o 1368, albergándola durante cinco siglos hasta la Guerra ruso-turca de 1878. Tras el Congreso de Berlín se convirtió en la capital de Rumelia Oriental entre 1878 y 1908, cuando finalmente se unificó el Reino de Bulgaria.
La ciudad fue, junto con la italiana Matera, Capital Europea de la Cultura en 2019.

## Etimología

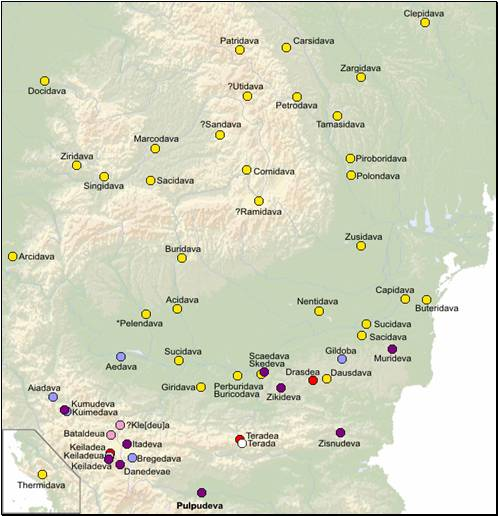
Antiguos asentamientos con nombres relacionados con «deva». Pulpudeva indica a Plovdiv, del que proviene el nombre actual.

Plovdiv ha recibido numerosos nombres a lo largo de su historia. Se ha sugerido que la capital del Reino odrisio Odryssa fuera la moderna Plovdiv por los estudios numismáticos o Odrin. El historiador griego Teopompo la menciona en el siglo IV a. C. como Ponerópolis, en griego «pueblo de villanos», de manera peyorativa debido a la conquista del rey Filipo II de Macedonia quien habría instalado en la ciudad a 2.000 hombres que acusaban falsamente, aduladores, abogados y otras gentes sin reputación. Según Plutarco, la ciudad fue denominada como este monarca después de que la popularizada con una muchedumbre de bandidos y vagabundos, aunque también puede tratarse de una leyenda inexistente.
La ciudad ha sido llamada Filipópolis, «ciudad de Filipo», en honor a Filipo II de Macedonia tras su muerte o en honor de Filipo V, ya que su nombre fue mencionado por primera vez en el siglo II a. C. por Polibio en relación con una campaña de Filipo V. Filipópolis fue identificada más tarde por Plutarco y Plinio como la antigua Ponerópolis. Estrabón identificó el asentamiento de Filipo II «donde asentó a los mayores maleantes» como Cabile, mientras que Claudio Ptolomeo consideró que la ubicación de Ponerópolis estaba en otro lugar.
Kendrisia fue el antiguo nombre de la ciudad. Su primera mención se da en un artefacto que menciona al rey Beithis, sacerdote de la diosa siria, quien trajo presentes a Kendriso Apolo; la deidad se denominaba en muchas ocasiones como la ciudad donde se encontraba. Otras monedas romanas mencionan este nombre que pudo derivar del dios tracio Kendriso quien se sincretiza con Apolo, de los bosques de cedro, o de artefactos de una tribu tracia llamada kendrisi. También fue llamada Tiberias en el siglo I en honor al emperador Tiberio, cuando el Reino odrisio fue vasallo de Roma. Tras el control absoluto del Imperio romano de la zona, la ciudad se renombró como Trimontium, «las tres colinas», mencionada por Plinio en el siglo I.
Amiano Marcelino escribió en el siglo IV que la ciudad había sido la antigua Eumolpias/Eumolpiada, denominada así por el mítico rey tracio Eumolpo, hijo de Poseidón o Júpiter, quien habría fundado la ciudad en torno a 1200 a. C. o 1350 a. C. También es posible que se denominara así por las vírgenes vestales de los templos, evmolpeya.
En el siglo VI, Jordanes escribió que el antiguo nombre de la ciudad fue Pulpudeva debido a que el emperador romano Filipo el Árabe la nombró como él mismo. Este nombre quizás proviene de una traducción oral tracia que conservó todas las consonantes del nombre Filipo + deva (ciudad). Aunque los dos nombres suenen parecidos, no comparte el mismo origen que Odrin. Desde el siglo IX el nombre Pulpudeva derivó en los nombres eslavos Papaldiv, Plo(v)div, Pladiv, Pladin, Plapdiv o Provdin. Los cruzados la mencionan como Prineople, Sinople o Phinepople. Los otomanos la llamaron Filibe, una corrupción de «Filipo», en un documento de 1448.

## Historia

Mapa con algunas de las principales colonias griegas en la antigua Tracia donde figura la ubicación de Filipópolis.

### Edad Antigua

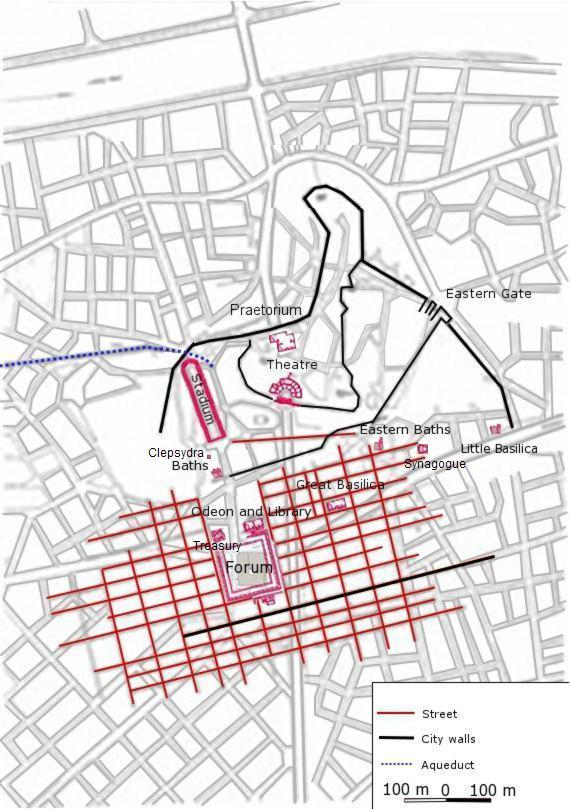
Mapa de la ciudad romana superpuesta a la ciudad actual de Plovdiv.

La historia de Plovdiv abarca más de ocho milenios, por lo que numerosas naciones han dejado su traza en los doce metros de capas culturales de la ciudad. Los primeros signos humanos en el territorio de Plovdiv datan del VI milenio a. C. Plovdiv tuvo asentamientos y necrópolis desde la era Neolítica como los montículos Yasa Tepe 1 en el distrito de Philipovo y Yasa Tepe 2 en el parque Lauta. Los arqueólogos han descubierto cerámica refinada y objetos cotidianos en Nebet Tepe que datan del Calcolítico, demostrando que en torno al IV milenio a. C. existía un asentamiento que fue habitado desde entonces. Además, se han descubierto necrópolis tracias del II y III milenio a. C., mientras que la ciudad tracia fue establecida entre el II y I milenio a. C.
La ciudad fue un fuerte de los Bessi, una tribu tracia que obraba de manera independiente. En 516 a. C., durante el gobierno de Darío el Grande, Tracia fue incluida en el Imperio persa. En 492 a. C., el general persa Mardonio volvió a subyugar Tracia, convirtiéndose en un vasallo de Persia hasta 479 a. C. al comienzo del reinado de Jerjes I. La ciudad se convirtió en parte del Reino odrisio (460 a. C.-46 d. C.), una unión de tribus tracias. Más tarde, fue conquistada por Filipo II de Macedonia y el Reino odrisio fue depuesto en 342 a. C. Diez años tras la invasión macedonia, los monarcas tracios comenzaron a ejercer de nuevo el poder tras el restablecimiento del reino por el odrisio Seutes III, quien lideró una revuelta contra Alejandro Magno. El Reino odrisio superó la dominación macedonia, aunque la ciudad fue destruida por los celtas como parte de su establecimiento en Europa Oriental en 270 a. C. Más tarde, en 183 a. C., Filipo V de Macedonia conquistó la ciudad, aunque los tracios volvieron a reconquistarla poco después.
En 72 a. C., la ciudad fue capturada por el general romano Marco Lúculo, aunque regresó pronto a control tracio. En 46 a. C., la ciudad finalmente fue incorporada al Imperio romano bajo reinado del emperador Claudio; fue capital de la provincia de Tracia y comenzó a ganar estatus a finales del siglo I. Trimontium fue un importante cruce de caminos para el Imperio romano, tal y como demuestra que pasara por la ciudad la Vía Militaris, que supuso un periodo de crecimiento y cultura, y fue denominada como «la más grande y bella de las ciudades» por Luciano. Este desarrollo se demuestra con los numerosos edificios públicos como santuarios, termas, el teatro romano, el estadio romano y el único sistema hidráulico antiguo de Bulgaria. En el año 179 se construyó una segunda muralla para proteger Trimontium que se había extendido más allá de sus tres colinas, cuyos tramos aún se conservan en la actualidad.
En 250 la ciudad fue conquistada y saqueada tras la Batalla de Filipópolis por los godos, liderados por Cniva. Muchos de sus habitantes, 100.000 según Amiano Marcelino, fallecieron o fueron capturados como prisioneros, evento que no permitió recuperarse a la ciudad hasta un siglo más tarde. Sin embargo, fue destruida de nuevo por los hunos de Atila en 441-442 y por los godos de Teodorico Estrabón en 471.

### Medievo

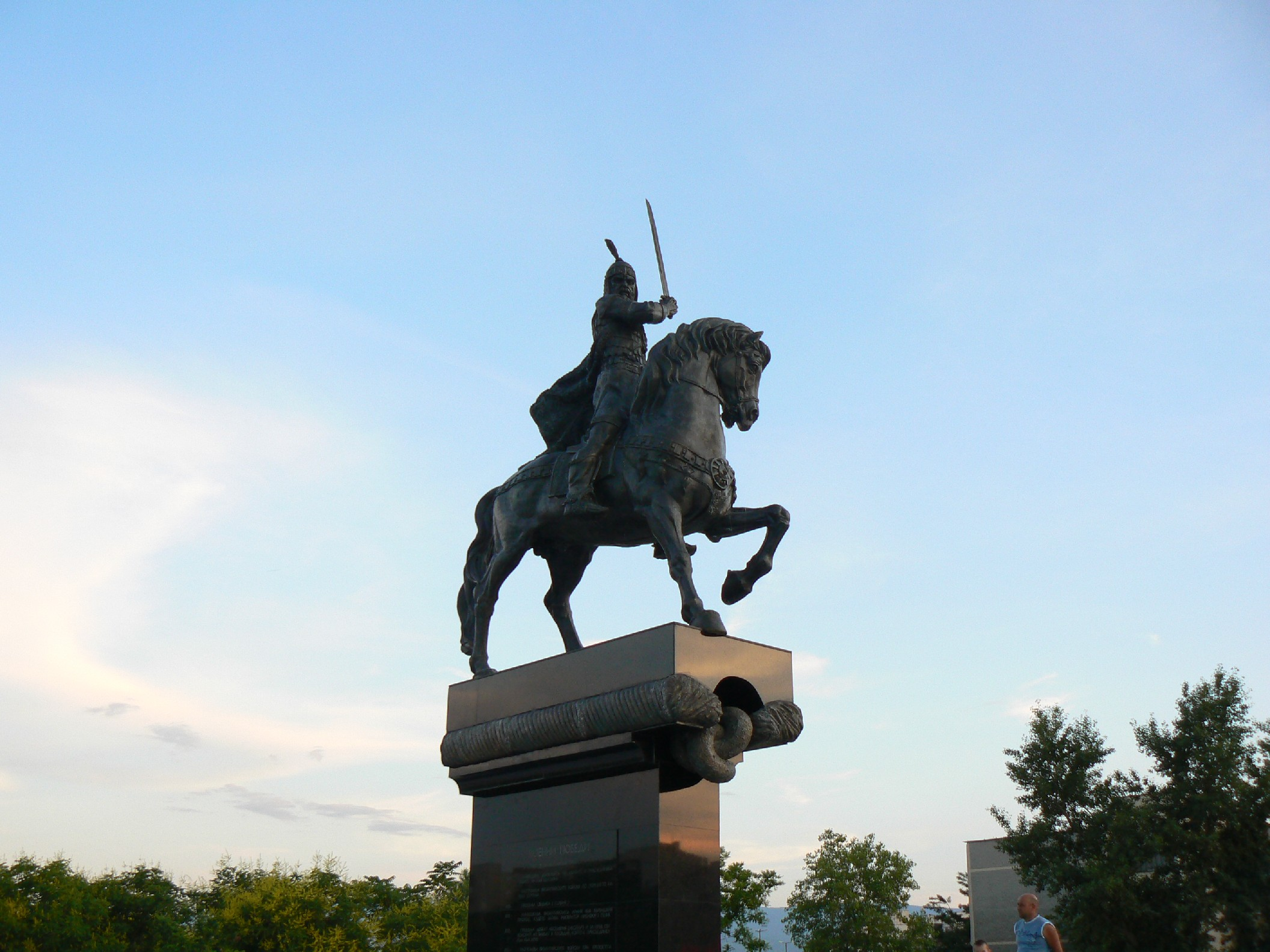
Monumento de Krum en Plovdiv, primer gobernante búlgaro en conquistar la ciudad.

Los eslavos se asentaron en la zona a mediados del siglo VI, se cree que de manera pacífica ya que no se conservan crónicas de sus ataques. Con el establecimiento de Bulgaria en 681, Filipópolis, el nombre de la ciudad entonces, se convirtió en una importante fortaleza fronteriza del Imperio bizantino. La ciudad fue conquistada por Krum en 812, aunque la región no fue incorporada al Primer imperio búlgaro hasta 834 durante el reinado de Malamir. Fue reconquistada por el Imperio bizantino en 855-856 durante un breve periodo de tiempo hasta que fue regresada a Boris I de Bulgaria. La influencia de las doctrinas dualistas se expandió desde Filipópolis por toda Bulgaria creando la base de la herejía de los bogomilos. La ciudad continuó en manos búlgaras hasta 970, cuando fue conquistada por los bizantinos, poco antes del saqueo por la Rus de Kiev gobernada por Sviatoslav I, quien empaló a 20.000 habitantes. Antes y después de la masacre de la Rus de Kiev, la ciudad estaba habitada por paulicianos provenientes de Siria y Armenia que servían como mercenarios en la frontera europea con Bulgaria. Aime de Varennes en 1180 descubrió que se cantaban canciones en la ciudad que narraban las hazañas de Alejandro Magno y sus predecesores 1300 años antes.
El gobierno bizantino fue interrumpido por la Tercera cruzada (1189-1192) cuando el ejército del emperador del Sacro Imperio Romano Germánico Federico I Barbarroja conquistó Filipópolis. Ivanko fue nombrado como gobernador de la Thema bizantina de Filipópolis en 1192, aunque entre 1198 y 1200 se volvió a unir con Bulgaria. El Imperio latino conquistó Filipópolis en 1204, en el que se sucedieron dos interregnum cuando la ciudad fue ocupada por Kaloján de Bulgaria antes de su fallecimiento en 1207. En 1208, el sucesor de Kaloyan, Boril, fue derrotado por los latinos en la Batalla de Filipópolis. Bajo gobierno latino, la ciudad se convirtió en la capital del Ducado de Filipópolis, gobernado por Renier de Trit y, más tarde, por Gerard de Strem. Probablemente la ciudad fuera vasalla en ocasiones de Bulgaria o Venecia. Iván Asen II conquistó el ducado finalmente en 1230, aunque la ciudad pudo haberse conquistado antes. Posteriormente, Filipópolis fue capturada de nuevo por los bizantinos. Según algunas crónicas, Filipópolis en 1300 estaba en posesión de Teodoro Svetoslav de Bulgaria, aunque con más seguridad fuese Jorge II de Bulgaria quien lo hiciera en 1322. Andrónico III Paleólogo intentó sin éxito conquistar la ciudad, aunque un tratado la devolvió pacíficamente a los bizantinos en 1323. En 1344 esta ciudad y otras ocho se rindieron ante Bulgaria durante la regencia de Juan V Paleólogo para obtener la ayuda de Iván Alejandro de Bulgaria en la Guerra civil bizantina de 1341-47.

### Imperio otomano
En 1364 los turcos otomanos liderados por Lala Shahin Bajá conquistaron Plovdiv. Según otras fuentes, Plovdiv no estuvo bajo dominación otomana hasta la Batalla de Maritsa en 1371, tras la cual los ciudadanos y el ejército búlgaro huyeron, dejando a la urbe sin resistencia; los refugiados se instalaron en Stanimaka (actual Asenovgrad). Durante el Interregno otomano en 1410, Musa Çelebi conquistó la ciudad asesinando y desterrando a sus habitantes. La ciudad se convirtió en la capital del Eyalato de Rumelia desde 1364 hasta 1443, cuando fue sustituida por Sofía. Desde esa fecha se convirtió en capital de un sanjacado de Rumelia hasta 1593, más tarde del Eyalato de Silistra hasta 1826, el sanjacado principal del Eyalato de Adrianópolis hasta 1867, y el sanjacado principal del Eyalato de Edirne hasta 1878. Durante este periodo, Plovdiv fue uno de los centros económicos más importantes de los Balcanes junto con Estambul, Edirne, Tesalónica y Sofia. Los aristócratas construyeron viviendas de gran belleza, muchas de las cuales continúan estando protegidas arquitectónicamente en el centro histórico. La ciudad fue habitada mayoritariamente por musulmanes entre el siglo XV y el siglo XVII.

#### Renacimiento nacional

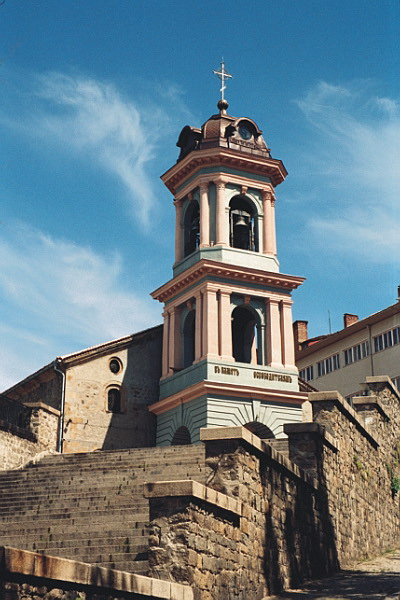
La iglesia de la Virgen María, donde se celebró misa por primera vez en búlgaro en 1858 desde la ocupación otomana.

Bajo el gobierno del Imperio romano, Filibe, como era conocida la ciudad en esta época, fue uno de los epicentros del movimiento nacional búlgaro y sobrevivió como uno de los centros culturales de la cultura y tradición búlgaras. Filibe estaba habitada por turcos, búlgaros, búlgaros helenizados, armenios, judíos, valacos, arbanitas, griegos y romaníes. Durante los siglos XVI y XVII se asentaron en la ciudad un número significativo de judíos sefardíes junto a una pequeña comunidad armenia de Galitzia. Los paulicianos se convirtieron al catolicismo o perdieron su identidad. La abolición del antiguo eslavo eclesiástico como lengua de la Iglesia búlgara, así como la completa abolición de la iglesia en 1767 y la introducción del Sistema Millet llevó a una división étnica entre las diversas confesiones. Los cristianos y los musulmanes búlgaros se helenizaron y otomanizaron respectivamente. Gran parte de los habitantes se helenizaron debido al Patriarcado griego. Los «Langeris» son descritos como griegos del área de Stenimachos (actual Asenovgrad). El proceso de helenización floreció hasta 1830 con el Tanzimat debido a que creció la idea de nación helena de cristianos y se asoció a los griegos étnicos.
El restablecimiento de la Iglesia búlgara en 1870 fue un signo de conciencia étnica y nacional. Por lo tanto, aunque hay un atisbo de duda sobre el origen búlgaro de los gulidas, la ciudad se consideraría de mayoría griega o búlgara en el siglo XIX. Raymond Detrez ha sugerido que cuando los gudilas y los langeris declararon ser griegos se referían de manera más «Romei que Ellines, en un sentido más cultural que étnico». Según las estadísticas de autores búlgaros y griegos, no había turcos en la ciudad; según fuentes alternativas la mayoría era turca.
Filibe tuvo un papel importante en la lucha por la independencia eclesiástica que, según algunos historiadores, consistió en una revolución burguesa pacífica. Filibe se convirtió en el centro de la lucha con líderes como Nayden Gerov, Dr Valkovich, Joakim Gruev y otras familias. En 1836 se inauguró el primer colegio búlgaro y en 1850 comenzó la primera educación secular y moderna con la inauguración del colegio «San Cirilo y San Metodio». El 11 de mayo de 1858, se celebró el Día de San Cirilo y San Metodio por primera vez; más tarde alzado como festivo nacional que aún se celebra actualmente, aunque trasladado al 24 de mayo debido al cambio del calendario juliano al gregoriano en 1916 en Bulgaria. En 1858 la Iglesia de la Virgen María celebró la misa de Navidad por primera vez en idioma búlgaro desde la ocupación otomana. Hasta 1906 existieron obispos búlgaros y griegos en la ciudad. En 1868 se inauguró la primera escuela de gramática en la que se graduaron numerosos intelectuales, políticos y líderes religiosos de la nación.
La ciudad fue conquistada por Aleksandr Burago del Imperio ruso durante algunas horas durante la Guerra ruso-turca el 17 de enero de 1878. Fue la capital de la Administración Provisional Rusa en Bulgaria entre mayo y octubre. Según el censo ruso de ese año, Filibe albergaba una población de 24.000 habitantes, de los cuales el 45,4% eran búlgaros, el 23,1% turcos y el 19,9% griegos.

### Rumelia Oriental

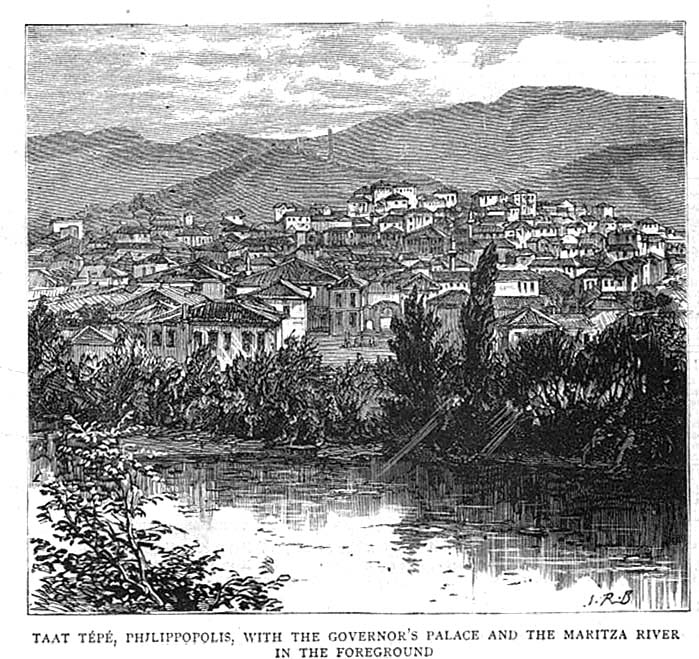
Dibujo de Plovdiv en 1885 con el palacio del gobernador y el río Maritsa.

Según el Tratado de San Stefano del 3 de marzo de 1878, el Principado de Bulgaria incluía las tierras con población predominantemente búlgara. Plovdiv, que era la ciudad búlgara más grande y vívída, fue elegida como capital del país restaurado y del gobierno temporal ruso. Reino Unido y el Imperio austrohúngaro, sin embargo, no aprobaron el Tratado y el resultado final de la guerra se decidió en el Congreso de Berlín que dividió el recién liberado país en dos zonas: Rumelia Oriental se segregó del Principado de Bulgaria, con Plovdiv como capital, y el Imperio otomano creó una constitución y designó a un gobernador.
La primavera de 1885, Zahari Stoyanov formó el Comité Secreto Revolucionario Central Búlgaro en la ciudad que creaba propaganda a favor de la unificación de Bulgaria y Rumelia Oriental. El 5 de septiembre unos cientos de rebeldes armados de Golyamo Konare (actual Saedinenie) marcharon hacia Plovdiv y la madrugada del 5 al 6 de septiembre estos hombres, liderados por Danail Nikolaev, tomaron el control de la ciudad y derrocaron al gobernador general Gavril Krastevich, creando un gobierno provisional liderado por Georgi Stranski y anunciando una movilización universal. Tras la derrota de los serbios en la Guerra serbo-búlgara, Bulgaria y Turquía alcanzaron un acuerdo en el que el Principado de Bulgaria y Rumelia Oriental tendrían un gobierno, parlamento, administración y ejército comunes. Actualmente el 6 de septiembre es celebrado como el Día de la Unificación y el Día de Plovdiv.

## Clima
El clima de Plovdiv es húmedo subtropical con las cuatro temporadas bien definidas. Los veranos son largos y secos con unas temperaturas máximas que superan los 35 °C. Los inviernos son fríos con nevadas. En la ciudad nieva un promedio de 5 días, aunque este número puede variar mucho entre años, con 2-5 cm de profundidad. La temperatura promedia de invierno es de 2 °C. 
| Parámetros climáticos promedio de Plovdiv                     | Parámetros climáticos promedio de Plovdiv | Parámetros climáticos promedio de Plovdiv | Parámetros climáticos promedio de Plovdiv | Parámetros climáticos promedio de Plovdiv | Parámetros climáticos promedio de Plovdiv | Parámetros climáticos promedio de Plovdiv | Parámetros climáticos promedio de Plovdiv | Parámetros climáticos promedio de Plovdiv | Parámetros climáticos promedio de Plovdiv | Parámetros climáticos promedio de Plovdiv | Parámetros climáticos promedio de Plovdiv | Parámetros climáticos promedio de Plovdiv | Parámetros climáticos promedio de Plovdiv |
| Mes                                                           | Ene.                                      | Feb.                                      | Mar.                                      | Abr.                                      | May.                                      | Jun.                                      | Jul.                                      | Ago.                                      | Sep.                                      | Oct.                                      | Nov.                                      | Dic.                                      | Anual                                     |
| ------------------------------------------------------------- | ----------------------------------------- | ----------------------------------------- | ----------------------------------------- | ----------------------------------------- | ----------------------------------------- | ----------------------------------------- | ----------------------------------------- | ----------------------------------------- | ----------------------------------------- | ----------------------------------------- | ----------------------------------------- | ----------------------------------------- | ----------------------------------------- |
| Temp. máx. media (°C)                                         | 8                                         | 10                                        | 14                                        | 19                                        | 25                                        | 29                                        | 32                                        | 32                                        | 26                                        | 20                                        | 14                                        | 9                                         | 19.8                                      |
| Temp. media (°C)                                              | 2                                         | 3                                         | 8                                         | 13                                        | 18                                        | 22                                        | 25                                        | 24                                        | 20                                        | 14                                        | 8                                         | 2                                         | 13.3                                      |
| Temp. mín. media (°C)                                         | -1                                        | 0                                         | 4                                         | 7                                         | 12                                        | 15                                        | 18                                        | 18                                        | 13                                        | 8                                         | 3                                         | 0                                         | 8.1                                       |
| Precipitación total (mm)                                      | 27                                        | 34                                        | 37                                        | 41                                        | 77                                        | 57                                        | 39                                        | 43                                        | 35                                        | 37                                        | 36                                        | 39                                        | 502                                       |
| Horas de sol                                                  | 94                                        | 121                                       | 180                                       | 240                                       | 292                                       | 311                                       | 328                                       | 315                                       | 250                                       | 192                                       | 130                                       | 83                                        | 2527                                      |
| Fuente: World Meteorological Organisation 20 de enero de 2024 |                                           |                                           |                                           |                                           |                                           |                                           |                                           |                                           |                                           |                                           |                                           |                                           |                                           |

## Lugares de interés

### Ciudad romana

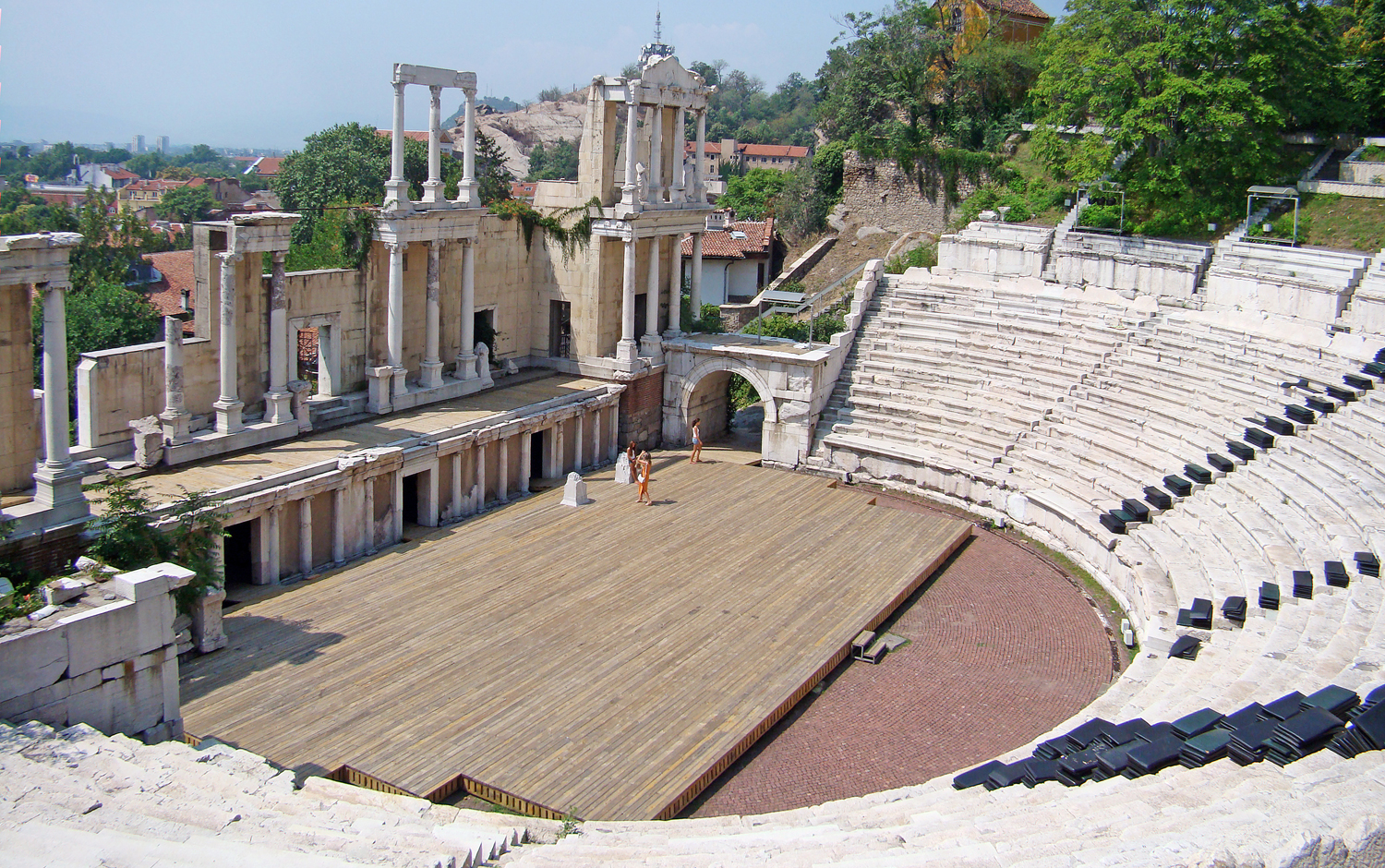
Teatro romano de Plovdiv

El Teatro romano de Plovdiv es probablemente el monumento más conocido de la Edad Antigua en Bulgaria. Durante unas excavaciones arqueológicas, se encontró una inscripción en el pedestal de una estatua del teatro que reveló que el complejo fue construido en los años 90 del siglo I. Esta inscripción mencionaba a Tito Flavio Cotis, el gobernador de la ciudad durante el reinado del emperador Domiciano. El antiguo teatro está situado en una pendiente natural entre dos de las tres colinas y se divide en dos partes con 14 filas cada una con una línea horizontal, por lo que podía acoger hasta 7.000 espectadores. La escena de tres plantas se encontraba en la parte meridional y estaba decorada con frisos, cornisas y estatuas. El teatro se estudió, conservó y restauró entre 1968 y 1984 y actualmente se celebran numerosos eventos en él como el Opera Festival Opera Open, el Rock Festival Sounds of the Ages y el Festival Internacional de Folclore.
El Odeón romano fue restaurado en 2004, fue construido entre los siglos II y V y se considera el segundo teatro, más pequeño, de Filipópolis con 350 butacas. Originalmente fue edificada como bulevterión, un edificio del gobierno local, aunque más tarde fue reconstruido como teatro.

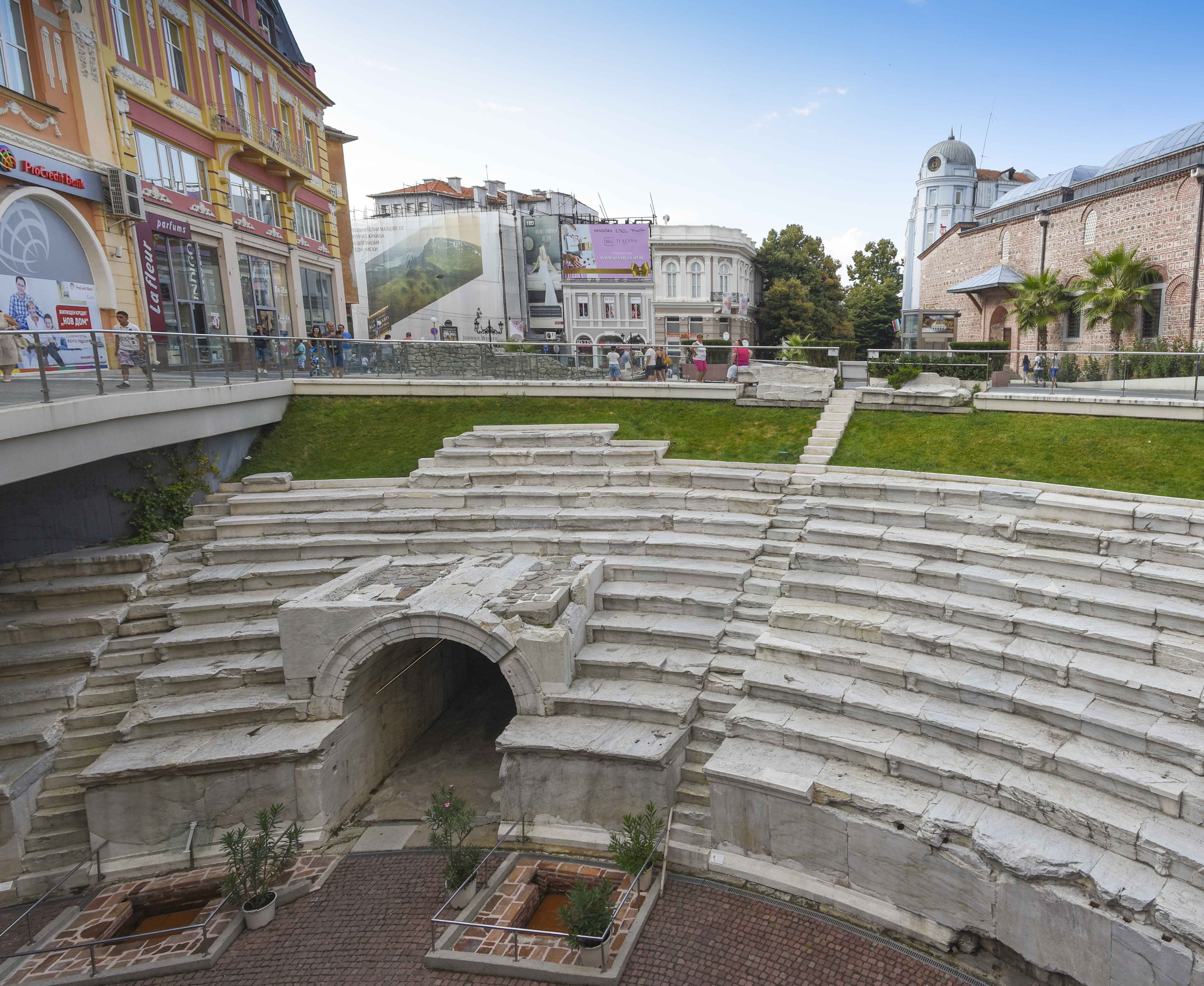
Estadio romano de Filipópolis.

El Estadio romano de Filipópolis es otro monumento relevante de la antigua ciudad, fue construido en el siglo II durante el gobierno del emperador Adriano. Se ubica entre la colina Danos y otra de las tres colinas, bajo la calle principal desde la plaza Dzhumaya hasta la plaza Kamenitsa. Fue edificado siguiendo los modelos del Estadio de Delfos; mide 240 metros de largo y 50 de ancho y podía albergar a 30.000 espectadores. Los juegos de atletismo en el estadio estaban organizados por la Asamblea General de la provincia de Tracia, en su honor, la ceca real de Filipópolis acuñaba monedas con el rostro del emperador reinante, así como de los eventos atléticos celebrados en el estadio. Únicamente una pequeña sección norte puede verse actualmente con 14 filas; la mayoría continúa enterrado bajo la calle y los edificios.
El Foro romano de Filipópolis data del reinado de Vespasiano en el siglo I y se concluyó en el siglo II. Se encuentra cerca de la oficina postal junto al Odeón romano, alberga un área de 11 hectáreas y está rodeado de tiendas y edificios públicos.
La Domus Eirene se encuentra en la parte meridional de las Tres Colinas e incluye restos arqueológicos de un edificio público de los siglos III y IV que perteneció a un aristócrata. Eirene es el nombre cristiano de Penelopa, una criada de Megadon, quien fue convertido al cristianismo en el siglo II. En el interior se pueden observar bellos mosaicos con formas geométricas y figurativas.
En Nebet Tepe se encuentran restos del primer asentamiento en la zona, que en el siglo XII a. C. se convirtió en la ciudad tracia de Eumolpias, una de las primeras ciudades del sureste de Europa. Se han excavado unas inmensas murallas que rodean un templo y un palacio; la parte más antigua de la fortaleza fue construida con grandes bloques de sienita, conocido como «construcción ciclópea».

### Museos

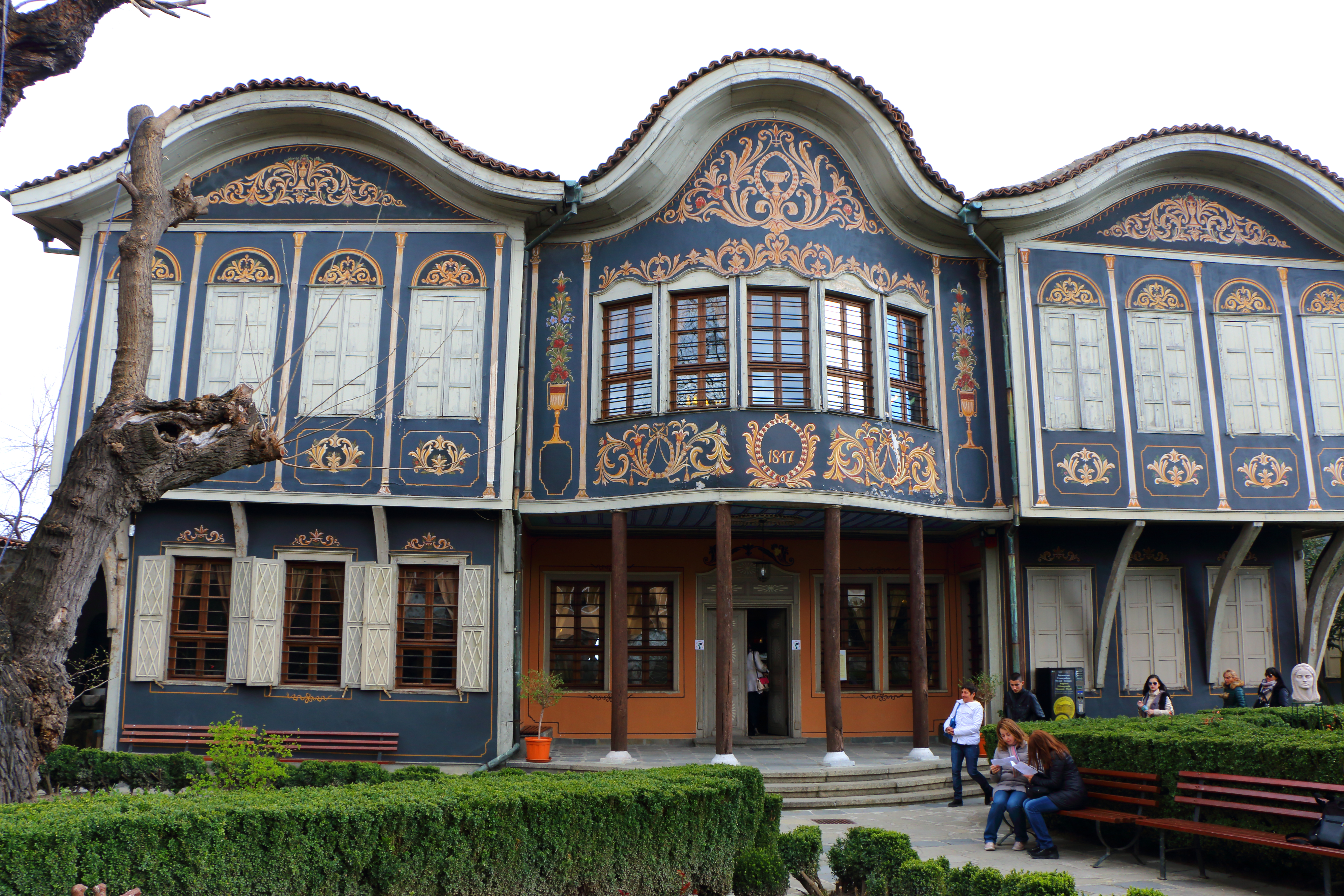
Museo Etnográfico Regional de Plovdiv, ubicado en una casa del.

- Entre los museos más relevantes de la ciudad encontramos el Museo Arqueológico de Plovdiv, que fue establecido en 1882 como el Museo del Pueblo de Rumelia Oriental. En 1928 se trasladó a la plaza Saedinenie y actualmente alberga un gran colección de arte tracio.[54]

- El Museo Histórico Regional de Plovdiv fue fundado en 1951 como una institución científica y cultural para coleccionar y preservar las investigaciones históricas de Plovdiv y sus alrededores desde los siglos XVI al XX.[55]

- El Museo Etnográfico Regional de Plovdiv fue inaugurado en 1917, aunque en 1943 se trasladó a la Casa Kuyumdzhiogh, donde sufrió dos renovaciones más. Actualmente alberga más de 40.000 artefactos.[56]

Otros museos de la ciudad son el Museo de Ciencias Naturales inaugurado en 1955 en el antiguo edificio municipal del siglo XIX y alberga secciones de paleontología, mineralogía y botánica, y el Museo de la Aviación, establecido en 1991 en la base área de Krumovo, a 12 kilómetros de la ciudad.

### Lugares religiosos

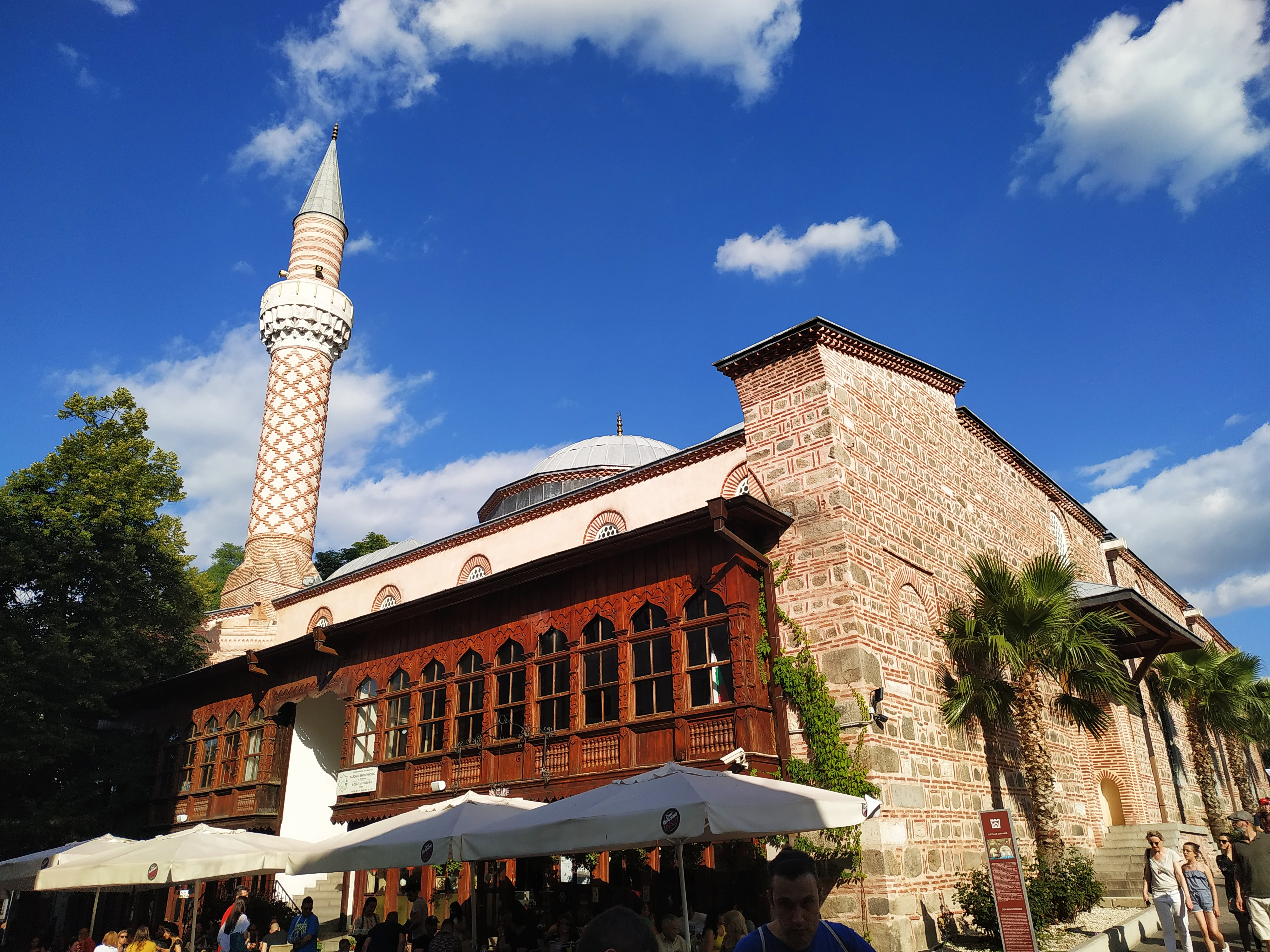
La mezquita Dzhumaya es la más antigua de Europa fuera de al-Ándalus.

Existen numerosas iglesias del siglo XIX, la mayoría de estilo ortodoxo oriental, entre las que se encuentran San Constantino y Santa Helena, Santa Marina, Santa Nedelya, Santa Petka y las iglesias de Santa Madre de Dios. Debido a que Plovdiv ha sido un lugar de encuentro para cristianos ortodoxos durante siglos, la ciudad está rodeada de varios monasterios ubicados en la falla de las montañas Ródope como San Jorge, San Kozma y Damián, San Kirik y Yulita, que son magníficos ejemplos de la arquitectura tardomedieval ortodoxa con iconos que son obras maestras típicas de la región. Asimismo, encontramos varias catedrales católicas, siendo la Catedral de San Luis (1861) la más grande. Asimismo, destaca la paleocristiana Gran Basílica.
Todavía se conservan dos mezquitas en Plovdiv pertenecientes a la época del Imperio otomano; la mezquita Dzhumaya (c. 1450) es considerada la mezquita más antigua de Europa si excluimos al-Ándalus, la España musulmana.
Por último, se encuentra la Sinagoga Sefardí de Plovdiv, construida en el 1887 sobre los restos de un antiguo patio perteneciente al antiguo barrio judío. Se considera uno de los mejores ejemplos de sinagogas de estilo otomano de los Balcanes.

## Ciudades hermanadas
- Salónica (Grecia)
- Kastoria (Grecia)
- Valencia (Venezuela)
- Maracaibo (Venezuela)
- Tokio (Japón)
- Okayama (Japón)
- Brno (Chequia)
- Bursa (Turquía)
- Estambul (Turquía)
- Columbia (Estados Unidos)
- Daegu (Corea del Sur)
- Guiumri (Armenia)
- Košice (Eslovaquia)
- Kumanovo (Macedonia)
- Ohrid (Macedonia)
- Kutaisi (Georgia)
- Leipzig (Alemania)
- Luoyang (China)
- Pétra (Jordania)
- Poznań (Polonia)
- Roma (Italia)
- San Petersburgo (Rusia)
- Yeda (Arabia Saudita)

## Capital Europea de la Cultura
| Predecesor: Leeuwarden Valletta | Capital Europea de la Cultura (junto con Matera) 2019 | Sucesor: Rijeka Galway |